# Синдекан 3
Синдекан 3 (англ. syndecan 3) — мембранный белок, протеогликан семейства синдеканов, или трансмембранных гепарансульфатпротеогликанов. Продукт гена человека SDC3. Несёт на поверхности гепарансульфатные цепи.

## Функции
Белок является трансмембранным гепарансульфатпротеогликаном, входит в семейство синдеканов. Синдеканы опосредуют связывание клеток, передачу сигнала в клетке и организацию цитоскелета. Являются рецепторами для Tat-белка вируса ВИЧ. Синдекан 3 может содержать гепарансульфатные цепи. Играет роль в организации формы клетки, действуя на актиновый цитоскелет. Возможно, участвует в передаче сигнала с клеточной поверхности, опосредованного олигосахарами.

## Структура
Зрелый белок состоит из 442 аминокислот, молекулярная масса белковой части — 45,5 кДа. Включает N-концевой внеклеточный домен (387 аминокислот), единственный спиральный трансмембранный фрагмент и небольшой цитозольный участок с одним фосфорилируемым тирозином. На внеклеточном домене находится до 6 участков присоединения O-гепарансульфатных цепей. 

## Тканевая специфичность
Синдекан 3 экспрессирован в нервной системе, надпочечниках и селезёнке.